# 漂亮男孩
《漂亮男孩》（英語：Pretty Boy）是一部美国电影短片，由卡梅伦·沃特尔（Cameron Thrower）担任电影导演、编剧及联合制片。该片于2015年4月14日在北好莱坞电影节（North Hollywood CineFest）首映，并于2017年2月4日在网络免费公映。